# مرز باز

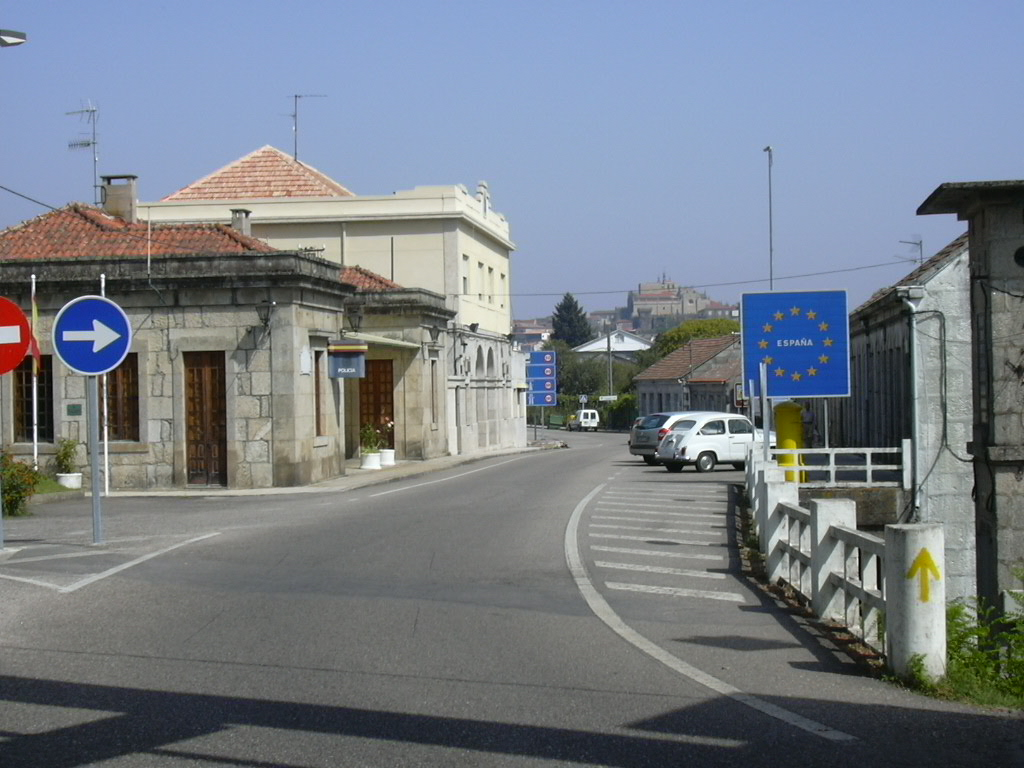
مرز اسپانیا و پرتغال

مرز باز مرزی که آزادی حرکت را برای مردم بین دو یا چند حوزه قضایی یا قلمرو سیاسی فراهم می‌سازد. یک مرز ممکن است فاقد کنترل قانونی یا قوانین باشد که اجازه حرکت آزاد مردم در مرز (دوژور) یا ممکن است به دلیل عدم اجرای مناسب یا نظارت مناسب بر مرز باشد(دفاکتو). برای نمونه با توافق‌نامه شنگن بین بیشتر کشورهای عضو اتحادیه اروپا و انجمن تجارت آزاد اروپا یا مرز میان هند و بنگلادش مرز باز میسر گردید. اصطلاح "مرزهای باز" فقط برای جریان آزاد مردم اعمال می‌شود نه جریان کالاها و خدمات.

مرزهای باز متناسب با مرزهای زیربنایی در مرزهای کشورهای مستقل هستند، هر چند برخی از کشورها مرزهای خود را در کشور خود کنترل می‌کنند. (به عنوان مثال در جمهوری خلق چین بین سرزمین اصلی و منطقه ویژه اداری (چین) این چنین است. مرزهای باز بین ایالات عضو یک فدراسیون (مانند ایالات متحده آمریکا) معمول هستند، هرچند در بعضی موارد ممکن است حرکت بین ایالات عضو از طریق یک سیستم پاسپورت داخلی کنترل شود. فدراسیون‌ها و کنفدراسیون‌ها معمولاً کنترل‌های مرزی خارجی را از طریق یک سیستم کنترل مرزی مشترک کنترل می‌کنند، هرچند گاهی اوقات با موافقت نامه‌های بین‌المللی خاص مرزهای باز با دیگر کشورهای غیر عضو دارند. کنترل مرزی فراگیر پدیده نسبتاً جدیدی در تاریخ جهان است. در گذشته، بسیاری از کشورها مرزهای باز بین‌المللی را در عمل به علت فقدان هر گونه محدودیت قانونی داشتند. بسیاری از نویسندگان مانند جان مینارد کینز قرن بیست ویکم و به ویژه دوران جنگ جهانی اول را به عنوان نقطه‌ای از زمان که چنین کنترلی رایج بوده شناسایی کرده‌است.

تلاش‌های پراکنده‌ای برای ارتقای مرزهای باز جهانی به عنوان یک گزینه سیاسی قابل قبول صورت گرفته‌است. مرزهای باز پس از ۱۸۸۹ به سرعت محبوب شد. کنفرانس بین‌المللی مهاجرت که در ماه مه ۱۹۲۴ در رم برگزار شد، اظهار کرد که هر کسی حق دارد که اگر بخواهد به کشور دیگری مهاجرت کند. قبل از دهه ۱۸۸۰ مهاجرت به ایالات متحده کاملاً کنترل نشده بود. در طول جنگ جهانی دوم کشورها به دنبال کارگران جدید بودند، و آلمان برنامه کاری مهمان را برای جذب بیشتر افراد برای کار گذاشت. 

## فهرست کشورهای دارای مرز باز
| آندورا · اتریش[*] · بلژیک · جمهوری چک · دانمارک[*] · استونی · فنلاند · فرانسه[*] · آلمان[*] · یونان · مجارستان · ایسلند · ایتالیا · لتونی · لیختن‌اشتاین · لیتوانی | لوکزامبورگ · مالت · هلند · موناکو · نروژ[*] · لهستان · پرتغال · سان مارینو · اسلواکی · اسلوونی · اسپانیا · سوئد[*] · سوئیس · واتیکان |

| دانمارک · فنلاند · ایسلند · نروژ · سوئد · |

| جمهوری ایرلند · | بریتانیا · |

| بلاروس | روسیه |

| بوتان (کشور) · هند · نپال · |

| السالوادور · گواتمالا | هندوراس · نیکاراگوئه |

| بولیوی · کلمبیا · | اکوادور · پرو · |

| آرژانتین · برزیل · | پاراگوئه · اروگوئه · |

| آنتیگوآ و باربودا · باربادوس · بلیز · دومینیکا · گرنادا · گویان · جامائیکا · سنت کیتس و نویس · سنت لوسیا · سنت وینسنت و گرنادین‌ها · سورینام · ترینیداد و توباگو · |

| بحرین · کویت · عمان · قطر · عربستان سعودی · امارات متحده عربی · |

| بوروندی · کنیا · رواندا · جمهوری دموکراتیک کنگو · سودان جنوبی · تانزانیا · اوگاندا · |

| استرالیا | نیوزیلند |